# Hammerstein (Hückeswagen)
Hammerstein (ursprünglich Hammersteinsoege) ist eine ehemals größere Ortschaft in Hückeswagen im Oberbergischen Kreis im Regierungsbezirk Köln in Nordrhein-Westfalen, Deutschland.
Nach dem Anstau der Wuppertalsperre besteht die Ortschaft nur noch aus einem einzeln stehenden Haus, dem Haus Hammerstein.

## Lage und Beschreibung
Die Örtlichkeit liegt im nördlichen Hückeswagen auf einer schmalen Halbinsel in der Wuppertalsperre unmittelbar an deren Ufer. Nachbarortschaften sind Dürhagen, Voßhagen und über die Wuppertalsperre hinweg Karrenstein, Mittelhombrechen und Oberhombrechen.
Das einzige Gebäude, Haus Hammerstein, ist ein mittlerweile als Bildungs- und Erholungsstätte für Menschen mit Behinderung von der Lebenshilfe genutztes ehemaliges Hotel. Es ist über eine zwei Kilometer lange Zufahrtsstraße, eine Sackgasse, erreichbar, die zwischen Dörpmühle und Wiehagen von der Kreisstraße K2 abzweigt und auch Steffenshagen, Voßhagen und Dürhagen anbindet.

## Geschichte
Den Namen „Hammerstein“ hat der Ort von dem Adelsgeschlecht Hammerstein. Ein Mitglied der Familie kaufte in Wolfsoege einen Hof. Später wurde der Ort als „Hammersteinsoege“ bekannt. Mit dem Bau der Wuppertalsperre wurde der Hof abgerissen; die Steine mit dem Wappen der Familie von Hammerstein waren im Jahre 2005 im Heimatmuseum ausgestellt.
Die Karte Topographia Ducatus Montani aus dem Jahre 1715 zeigt einen Hof mit dem Namen iunekern Oeu. 1815/16 lebten acht Einwohner im Ort. 1832 gehörte Hammersteinsöge der Lüdorfer Honschaft an, die ein Teil der Hückeswagener Außenbürgerschaft innerhalb der Bürgermeisterei Hückeswagen war. Der laut der Statistik und Topographie des Regierungsbezirks Düsseldorf als Weiler kategorisierte Ort besaß zu dieser Zeit ein Wohnhaus und zwei landwirtschaftliche Gebäude. Zu dieser Zeit lebten acht Einwohner im Ort, allesamt evangelischen Glaubens.
Hammersteinsoege entwickelte sich im Laufe der Zeit zu einer kleinen Ortschaft an der Wupper, an der sich im 19. bis Mitte des 20. Jahrhunderts auch Industriebetriebe ansiedelten. Die Wasserkraft der Wupper wurde unter anderem zur Stromgewinnung genutzt.
Im Gemeindelexikon für die Provinz Rheinland werden für 1885 vier Wohnhäuser mit 76 Einwohnern angegeben. Der Ort gehörte zu dieser Zeit zur Landgemeinde Neuhückeswagen innerhalb des Kreises Lennep. 1895 besitzt der Ort fünf Wohnhäuser mit 67 Einwohnern, 1905 sechs Wohnhäuser und 70 Einwohner.
Während des Zweiten Weltkrieges wurde in einer leerstehenden Fabrik der Ortschaft Hammerstein als einem Außenlager zunächst des Stammlagers VI F in Bocholt sowjetische Kriegsgefangene untergebracht, die in der Region Zwangsarbeit verrichten mussten. Von Haus Hammerstein aus, das im Krieg keinen Schaden nahm, wurden sie mit Nahrung versorgt. 44 Zwangsarbeiter, die durch Arbeit oder Krankheit umkamen, sind auf dem sowjetischen Ehrenfriedhof in Voßhagen bestattet worden.
Aufgrund der Inbetriebnahme der Wuppertalsperre in den 1980er Jahren wurde der Ort abgetragen. Nur das sich auf einer kleinen Erhebung befindliche Haus Hammerstein blieb von den Gebäuden der Ortschaft erhalten. Bei sehr starkem Niedrigwasser in der Talsperre (zuletzt 2003) sind noch diverse Reste von Gebäudefundamenten sowie ein altes Stauwehr zu sehen. Auch ein speziell angelegter Wasserzulauf für eine der Fabriken ist dann wieder zu erkennen.

## Freizeit
Die Nähe der Wuppertalsperre bietet reichhaltige Möglichkeiten zur Freizeitgestaltung, z. B. Bootfahren, Schwimmen und Wandern. Von einem Aussichtspunkt und der mittelalterlichen Ringwallanlage Am Bilstein hat man einen schönen Blick auf Haus Hammerstein. Er ist über den Wanderweg A 7 zu erreichen.